# Ружополе (Кротошинський повіт)
Ружополе (пол. Różopole, нім. Rosenfeld) — село в Польщі, у гміні Кротошин Кротошинського повіту Великопольського воєводства.
Населення — 302 особи (2011).
У 1975-1998 роках село належало до Каліського воєводства.

## Демографія
Демографічна структура станом на 31 березня 2011 року:
|          | Загалом | Допрацездатний вік | Працездатний вік | Постпрацездатний вік |
| -------- | ------- | ------------------ | ---------------- | -------------------- |
| Чоловіки | 167     | 45                 | 113              | 9                    |
| Жінки    | 135     | 24                 | 80               | 31                   |
| Разом    | 302     | 69                 | 193              | 40                   |